# Celanese
Celanese Corporation — международная химическая компания, специализирующаяся на производстве ацетатов. Штаб-квартира находится в Ирвинге, штат Техас, значительная часть деятельности приходится на Германию, Китай и Сингапур.
В списке крупнейших публичных компаний мира Forbes Global 2000 за 2022 год Celanese заняла 1068-е место. В списке крупнейших компаний США Fortune 500 заняла 406-е место.

## История
Компания была основана в 1918 году химиками братьями Камилем и Анри Дрейфусами, первоначально она называлась American Cellulose and Chemical Manufacturing Company (Американская целлюлозная и химическая производственная компания) и производила ацетилцеллюлозу и ацетатное волокно по разработанной братьями технологии; предприятия находились в Мэриленде и Англии. В 1927 году компания сменила название на Celanese Corporation. В 1950-х годах спрос на ацетатное волокно начал падать в пользу новых синтетических материалов. Celanese предпринимала попытки расширить ассортимент продукции полиэстером, нейлоном и пластмассами, но с ограниченным успехом, поскольку приходилось приобретать лицензию на разработки других компаний. В начале 1980-х годов компания получила контракт от ВВС США на строительство завода по производству полибензимидазола (англ.), волокна, выдерживающего высокие температуры.
В 1987 году Celanese Corporation была куплена немецкой химической компанией Hoechst, сумма сделки составила 2,85 млрд долларов. Объединённая компания Hoechst Celanese в 1993 году за 546 млн долларов купила Copley, производителя дженериков и безрецептурных лекарств.
В июле 1999 года компания были отделена от Hoechst и получила название Celanese AG, в ноябре того же года её акции начали котироваться на фондовых биржах Нью-Йорка и Франкфурта.
В сентябре 2002 года было куплено европейское подразделение эмульсий у компании Clariant. Данное приобретение было обусловлено сильной позицией Celanese на рынке ацетиловой продукции. Два производственных предприятия расположены в Германии и Испании, в непосредственной близости от заводов Celanese, поставляющих на эти предприятия химические ингредиенты, необходимые в производстве эмульсий.
В январе 2003 года была продана дочерняя компания Trespaphan по производству ориентированного полипропилена (ОПП) компаниям Dor-Moplefan и Bain Capital. Trespaphan занимается производством плёнок из ОПП, двуосноориентированного полипропилена (ДОПП) и двуосноориентированного полилактиацада (ДОПЛА).
В сентябре 2003 года было продано подразделение акрилатов, в том числе фабрику в Clear Lake (Техас), компании Dow Chemical Co. Акрилат, производимый из природного газа и других углеводородов, является основным материалом для сверхабсорбирующего пластика, который применяется, например, в пелёнках одноразового использования.
В ноябре 2004 года компания Blackstone приобрела компанию Celanese AG и изменила её название на Celanese Corporation. В декабре того же года была куплена и включена в состав Celanese компания Vinamul Polymers — филиала концерна Imperial Chemical Industries. В январе 2005 года Blackstone провела размещения акций Celanese на Нью-Йоркской фондовой бирже, а в 2007 году продала последние оставшиеся акции, выручив от продажи акций в сумме в пять раз больше, чем было инвестировано в покупку Celanese. В июле 2005 года была куплена Acetex Corporation.
В январе 2006 года было продано производство циклоолефиновых сополимеров компании Daicel Chemical Industries Ltd. и Polyplastics Co., Ltd. Циклоолефиновые сополимеры реализовались на рынке филиалом Celanese, компанией Ticona под маркой Topas.
Данный продукт чрезвычайно прозрачен, пропускает до 92% света, а также выдерживает воздействие температур до 180° С. Основная область применения – производство оптических материалов в линзах и плёнок, медицинского и измерительного оборудования, упаковочных материалов. Topas изготовляется на заводе в окраинах Дюссельдорфа (Германия).
'
В декабре 2006 года было продано одно из структурных подразделений по выпуску оксоспиртов, в состав которого входила компания European Oxo GmbH (Германия), компании «Advent International» (США).
В 2007 году в химическом Индустриальном парке китайского города Нанцзин состоялось официальное открытие нового химического комплекса корпорации Celanese. В ассортименте продукции нового предприятия — уксусная кислота, винилацетат, уксусный ангидрид, волокнистонаполненные термопласты Celstran R и полиэтилен сверхвысокой молекулярной массы серии GUR R.. В июне того же года была куплена компания Acetate Products Ltd., британский производитель ацетилцеллюлозы.

## Деятельность
Производственные мощности компании находятся в США, Канаде, Мексике, Бразилии, Германии, Великобритании, Италии, Бельгии, Нидерландах, Швейцарии, Швеции, Китае, Индии и Сингапуре.
Основные подразделения по состоянию на 2021 год:
- Инженерные материалы — специализированные полимеры, эластомеры, эмульсии, пищевые консерванты; выручка 2,72 млрд долларов.
- Ацетилцеллюлоза — производство ацетатных материалов (пакли и хлопьев), используемых в производстве фильтров (в частности сигаретных); выручка 0,51 млрд долларов.
- Ацетаты — уксусная кислота, винилацетат, уксусный ангидрид; выручка 5,43 млрд долларов.

Выручка за 2021 год составила 8,54 млрд долларов, из них 2,68 млрд пришлось на Германию, 2,00 млрд — на США, 1,62 млрд — на Китай, 1,20 млрд — на Сингапур, 330 млн — на Мексику, 268 млн — на Бельгию, 140 млн — на Швейцарию, 98 млн — на Канаду.